# Pasiphila rubella
Pasiphila rubella là một loài bướm đêm trong họ Geometridae.